# 親電子置換反応
求電子置換反応（きゅうでんしちかんはんのう、英: electrophilic substitution）または親電子置換反応（しんでんしちかんはんのう）は、カチオン分子種が置換する反応である。ベンゼン核上π電子に対してカチオン種が置換する。
通常カチオン種が安定に存在する強酸性条件化で反応が進行し、π電子とカチオン種との反応が律速段階となる。
代表的な反応としてニトロ化、ブロモ化（ハロゲン化）、スルホン化反応が挙げられる。前二者はin situで生成するカチオン種NO2+、Br+が反応化学種であることが速度論的に検証されている。例外として、スルフォン化の反応種は同じく速度論的に検証した結果SO3であると考えられている。これは、三つも酸素化された硫黄原子がI効果によりカチオン並みの親電子性を示すためである。
置換する位置は、π電子密度と相関があると考えられており、置換基効果によりオルト－パラ配向性ないしはメタ配向性を示す。多重置換のベンゼン核の場合も、ハメット則の相加性により異性体比率の傾向を予測できることが多い。